# Zumeta
El río Zumeta es un río del sureste de la península ibérica, afluente del río Segura, que se forma con la confluencia de varios arroyos y ramblas en las proximidades de Santiago de la Espada, en la provincia de Jaén (España); uno de estos arroyos es el Zumeta. 

## Curso
Discurre por la sierra de Segura (provincia de Jaén) sirviendo de divisoria con la provincia de Granada primero y con la provincia de Albacete después y desembocando en el río Segura a la altura de las Juntas de Miller. 
En su curso se encuentra el embalse de la Vieja, que junto con el embalse de las Anchuricas en el río Segura, alimentan la central hidroeléctrica de las Juntas. Sus principales afluentes son el río Frío que proviene de la rambla de los Cuartos y el río Muso.

## Flora y fauna
El río Zumeta, junto a los ríos Aguacebas Grande y Madera y el embalse de las Anchuricas, es una de las cuatro áreas del parque natural de las sierras de Cazorla, Segura y Las Villas denominadas aguas libres trucheras de alta montaña, en las que se ha impuesto un régimen de pesca sin muerte para la trucha común.
Desde su nacimiento hasta el embalse de la Novia ha sido protegido como reserva natural fluvial por su excelente estado de conservación.